# Michele Busuttil
Michele Busuttil (Żejtun, 14 giugno 1762 – La Valletta, 31 ottobre 1831) è stato un pittore maltese, figlio di Clemente Busuttil e Rosa Magro.

## Vita
Apprende l'arte pittorica sotto Rocco Buhagiar ed entra all'Accademia di San Luca, a Roma, nel 1780 dove continua gli studi. Il suo stile pittorico, sebbene influenzato dal neoclassico napoletano, è principalmente barocco. Sposa nel 1794 Maria Antonia Buhagiar di Rabat, da cui ha cinque figli.
Nel 1800 viene nominato primo professore di disegno all'Università di Malta. Risiede a lungo a Gozo e muore a La Valletta nel 1831; è sepolto nella cripta di famiglia nella Chiesa di San Paolo naufrago a La Valletta.

## Opere
Si possono trovare sue opere a Lija, Tarxien, Birgu, Żabbar e Żejtun sull'isola di Malta; a Fontana, Għajnsielem, Għarb, Rabat e Żebbuġ (Gozo) a Gozo.
- 1791, Assunzione di Maria, dipinto, opera custodita nella cattedrale dell'Assunzione della Vergine Maria di Rabat, Gozo.
- 1793, Natività di Maria, dipinto, opera custodita nella cattedrale dell'Assunzione della Vergine Maria di Rabat, Gozo.
- 1793, Immacolata Concezione, dipinto, opera custodita nella cattedrale dell'Assunzione della Vergine Maria di Rabat, Gozo.

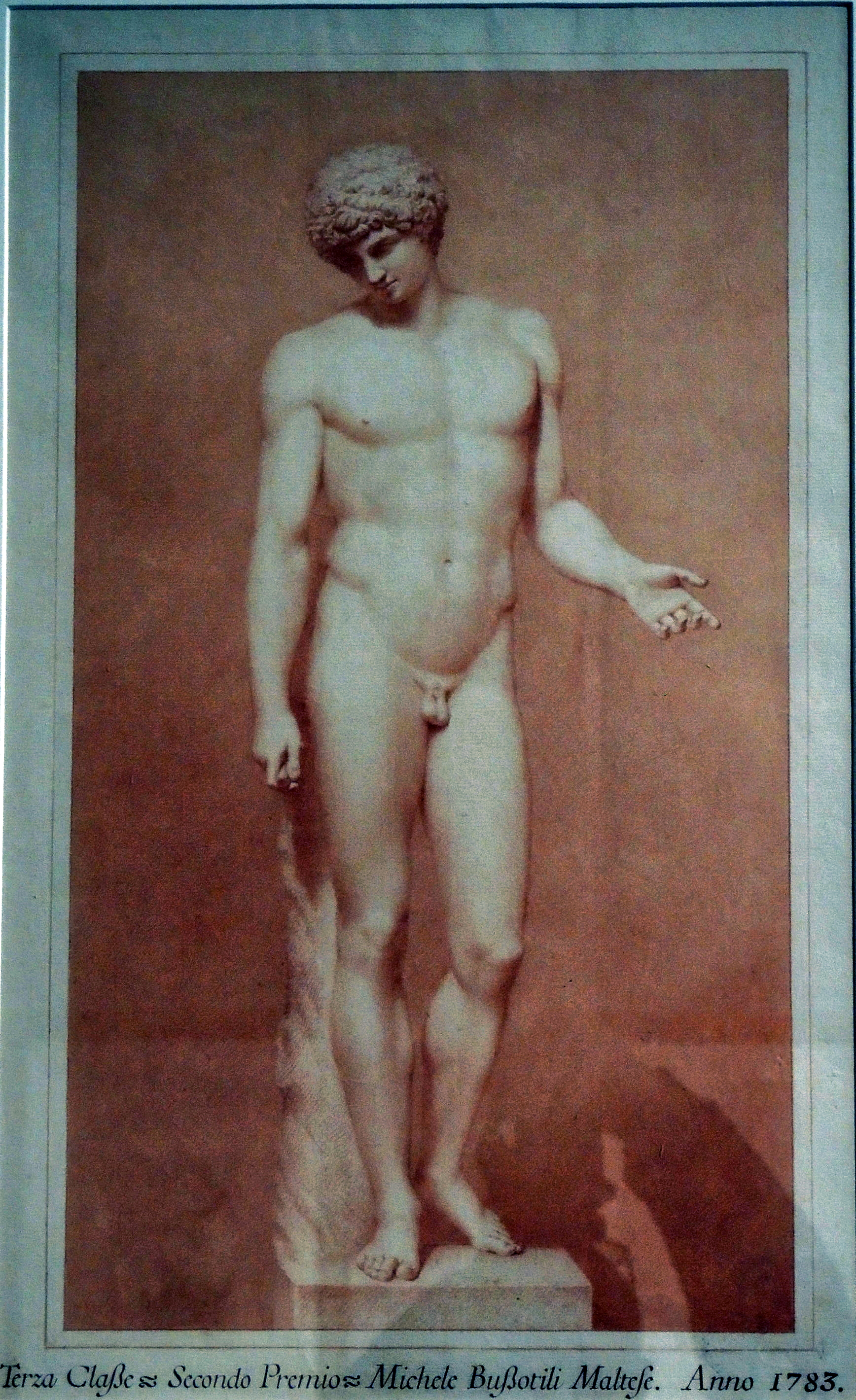
L'Antinoo del Campidoglio, 1783
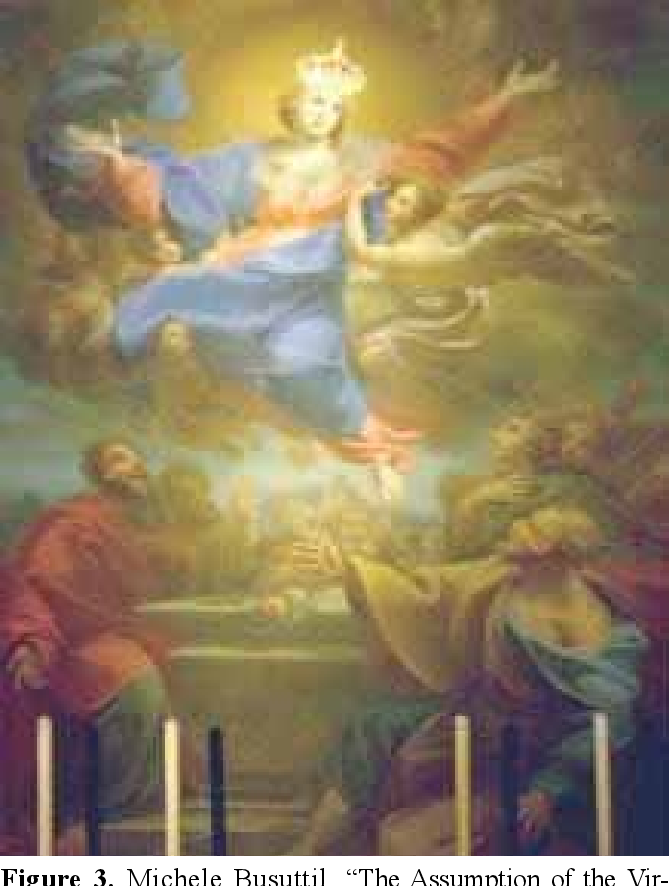
Assunzione della Vergine, 1791 (Gozo)
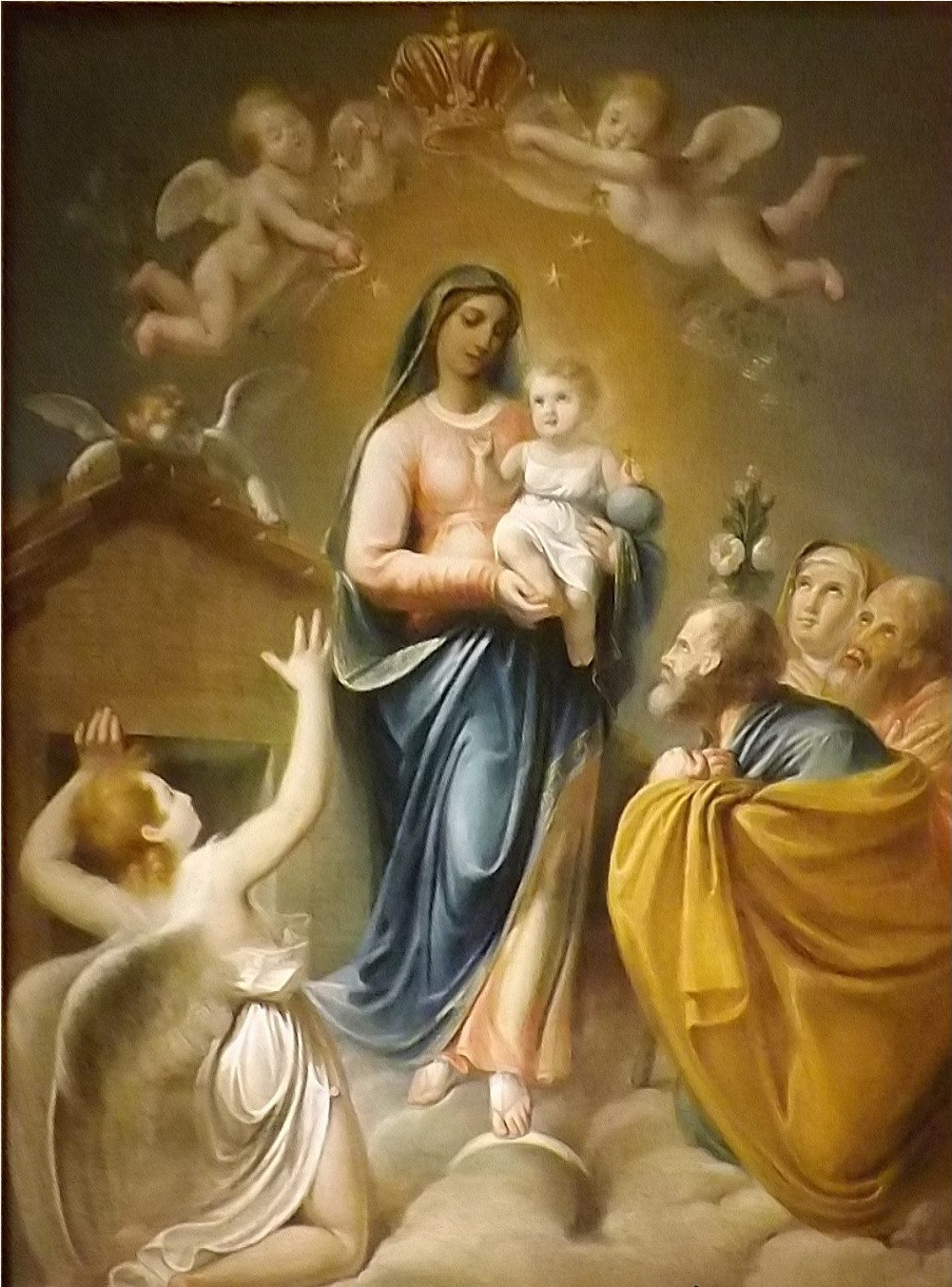
Madonna di Loreto, 1820 (Ghajnsielem)
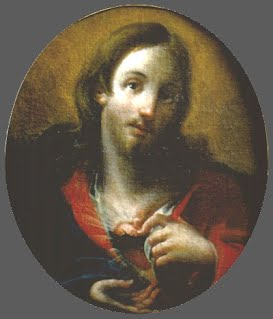
Sacro Cuore (Zejtun)